# Havnebyen
Havnebyen is een plaats in de Deense regio Seeland, gemeente Odsherred. De plaats telt 654 inwoners (2008).

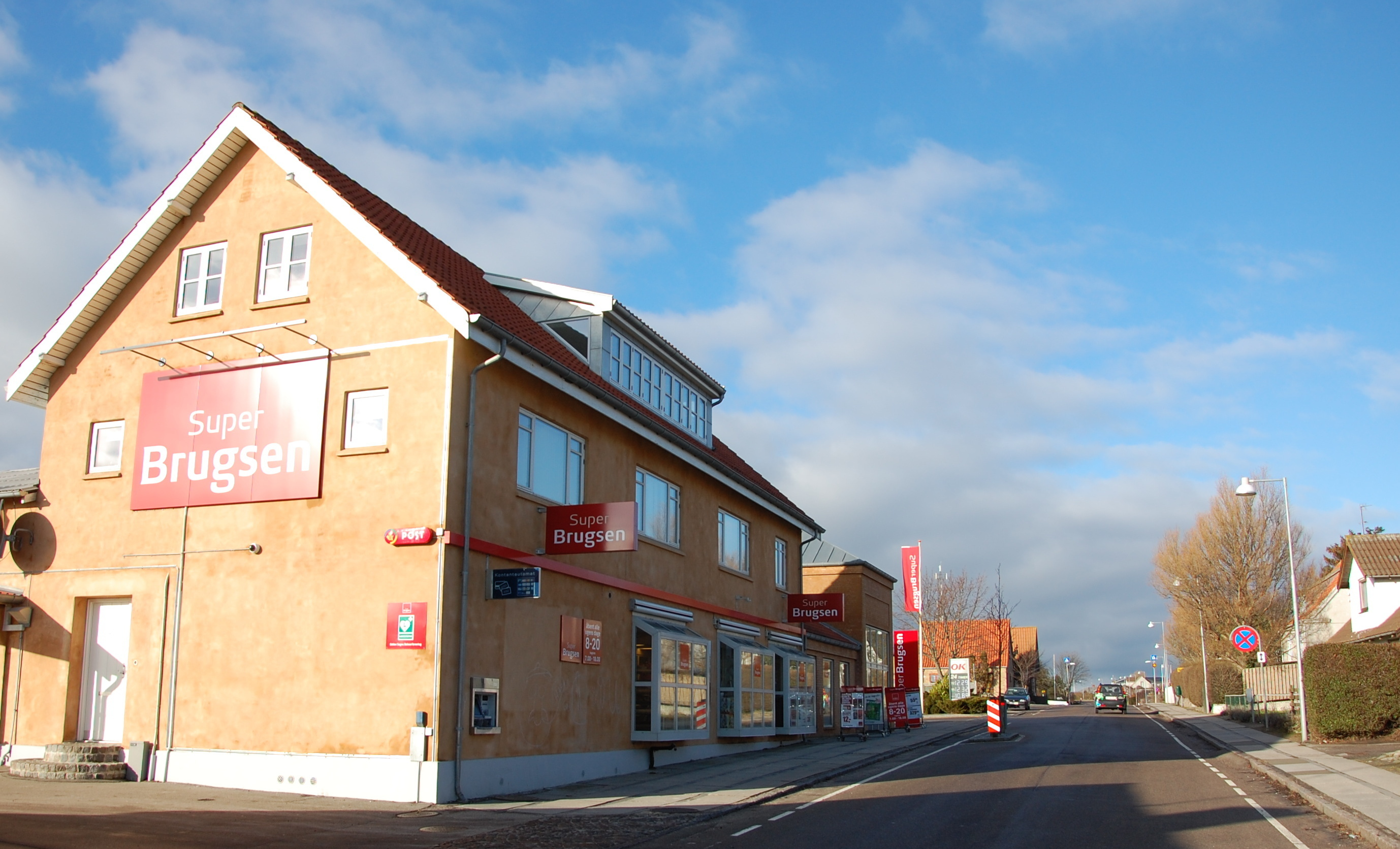
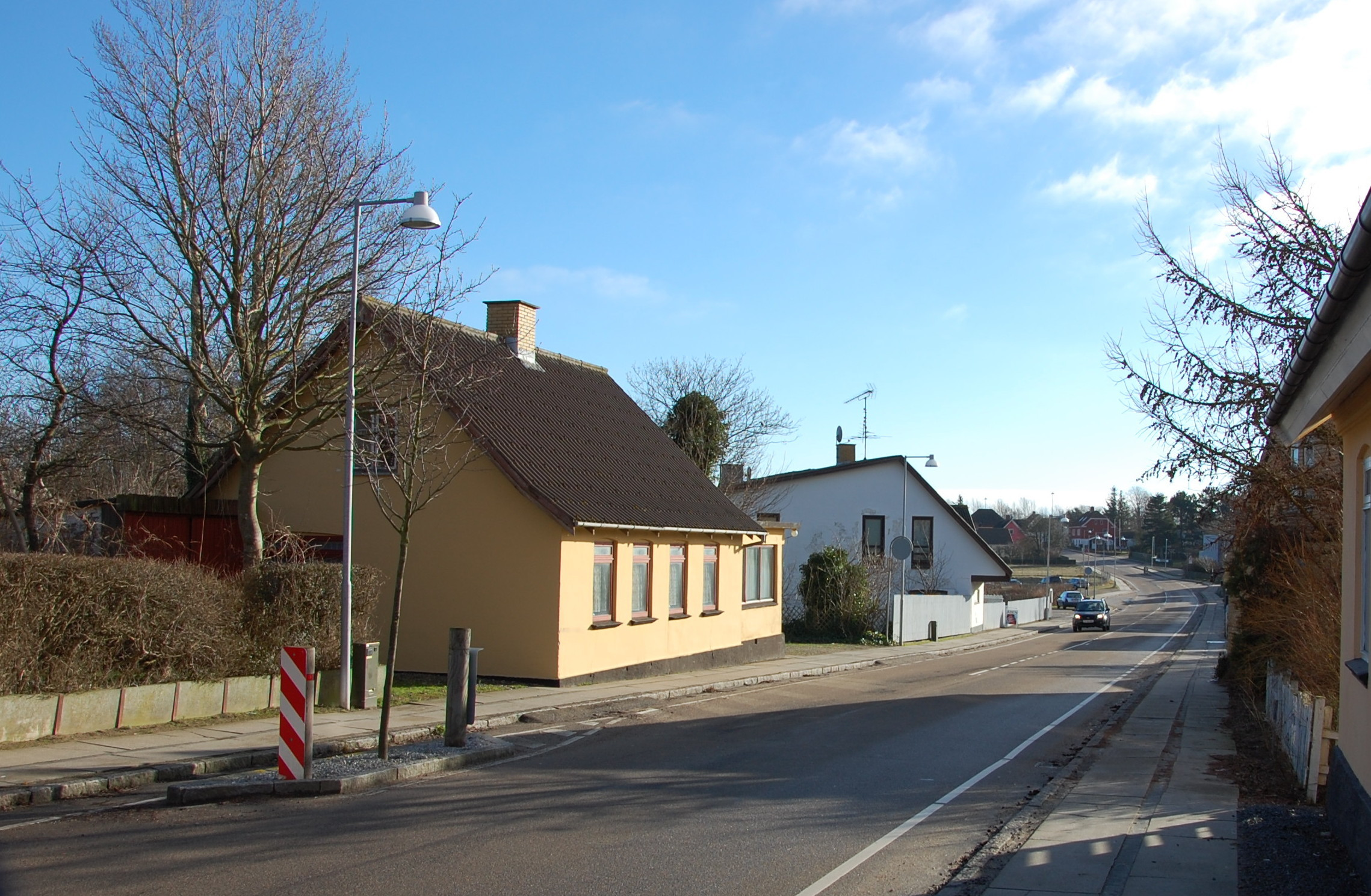